# James MacMillan
James MacMillan CBE (født 16. juli 1959 i Kilwinning, Skotland) er en skotsk komponist.
Han er uddannet i England og er en stor drivkraft bag den engelske scene for ny musik. 
Hans følsomme men alligevel ofte energiske musik kan indeholde elementer af skotsk folkemusik. 
Han er en af den mest anerkendte britiske komponister og har med stor succes skrevet musik til en række førende orkestre og solister, bl.a. en cellokoncert til Mstislav Rostropovitj i 1997, og 5 symfonier og 2 sinfoniettas.

## Udvalgte værker
- Symfoni nr. 1 "Vigil" (1997) - for orkester
- Symfoni nr. 2 (1999) - for orkester
- Symfoni nr. 3 "Stilhed" (2000) - for orkester
- Symfoni nr. 4 (2014-2015) - for orkester
- Symfoni nr. 5 "Den store ukendte" (2018) - for kammerkor, kor og orkester
- Sinfonietta nr. 1 (1991) - for orkester
- Sinfonietta nr. 2 (1991) - for orkester